# Statues-menhirs de Piève
Les statues-menhirs de Piève sont trois statues-menhirs appartenant au groupe corse, désormais déplacées à Piève, dans le département de la Haute-Corse en France.

## Description
Les trois statues-menhirs ont été rassemblées par Roger Grosjean dans les années 1950 à Piève à côté de l'église du village.

### Statue-menhir de Buccentone
Elle a été découverte en 1956 à près de 1 000 m d'altitude à l'entrée d'un défilé rocheux montant au col de Tenda. La statue est endommagée : les attributs du visage sont effacés par l'érosion mais on peut encore y deviner les arcades sourcilières, le nez et le menton. Un motif en forme de T renversé visible dans le prolongement du menton est interprété comme une représentation d'un pendentif. Au dos de la statue, aucun attribut n'est visible.

### Statue-menhir de Murellu
La forme générale est assez géométrique. Le visage est érodé mais les traces en relief, du nez et du menton, et en creux, des yeux et de la bouche, sont encore visibles. Des attributs anatomiques anciennement visibles sont désormais complètement effacés : pectoraux, nuque en arc de cercle, omoplates et colonne vertébrale.

### Statue-menhir de Murtola
Elle a été découverte dans la vallée de l'Aliso à proximité d'un gué. La statue était de grande taille (3 m), très longiligne. Tous ses attributs sont désormais effacés en raison de la nature très friable de la roche utilisée.